# Brusy

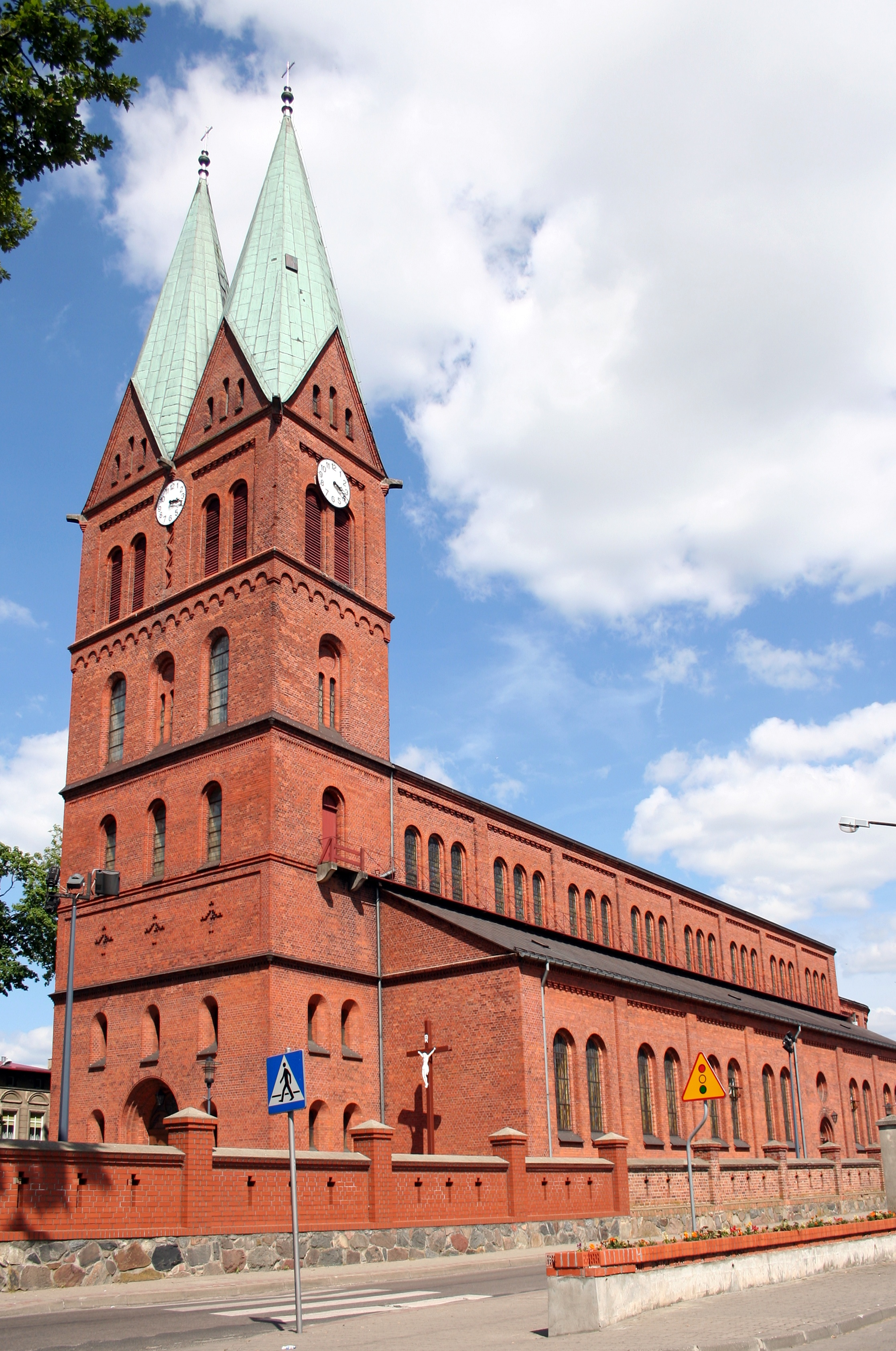
Allerheiligenkirche in Brusy

Brusy ['brusɨ] (kaschubisch Brusë; deutsch Bruß) ist eine Stadt im Powiat Chojnicki der Woiwodschaft Pommern in Polen. Der Ort ist Sitz der Stadt-und-Land-Gemeinde Brusy.

## Geographie

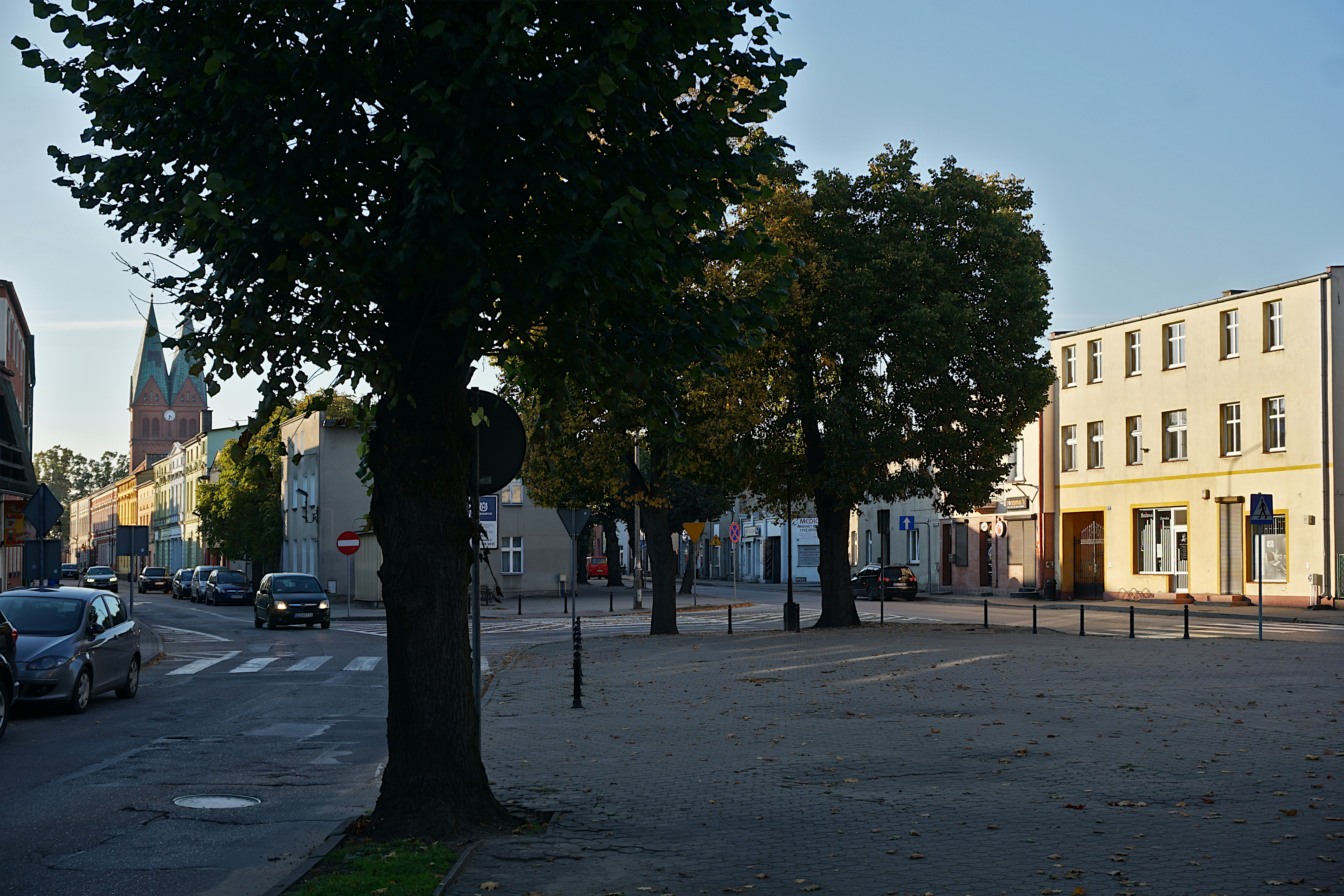
Straßenpartie in Brusy

Die Stadt liegt in der Kaschubei, in der Tucheler Heide Bory Tucholskie.

## Geschichte
1351 wurde der Ort nach Kulmer Recht als Bruszk angelegt. 1856 wurde eine befestigte Straße angelegt, die das sich ansiedelnde Handwerk förderte. 1902 erfolgte der Anschluss an das Schienennetz. Nach Ende des Ersten Weltkrieges wurde die Stadt Teil des wiederentstandenen Polen. Vor allem die Forstwirtschaft war zu dieser Zeit ein bedeutender Wirtschaftszweig für die Stadt. Durch den Überfall auf Polen 1939 kam das völkerrechtswidrig annektierte Gebiet des Polnischen Korridors zum Deutschen Reich
Während des Zweiten Weltkrieges war die Stadt von der Wehrmacht besetzt.
Am 24. August 1944 wurde hier ein Außenlager des KZ Stutthof mit etwa 500 Häftlingen angelegt, das bis zum Februar/März 1945 bestand.
Nach dem Einmarsch der Roten Armee kam die Stadt wieder zu Polen. Bei einer Verwaltungsreform kam der Ort 1975 zur Woiwodschaft Bydgoszcz. Im Januar 1988 wurde Brusy das Stadtrecht verliehen. Eine erneute Reform der Verwaltungsgliederung löste die Woiwodschaft Bydgoszcz auf und Brusy wurde 1999 Teil der Woiwodschaft Pommern.

### Name
Der Name des Ortes bedeutet leitet sich vom Wort „brus“ ab, was Mühlstein bedeutete.

### Wappen
Am 9. September 1999 wurde das Wappen der Gemeinde geändert. In der oberen Hälfte zeigt es wie bisher einen halben roten Greif auf weißem Grund, der ein B hält. Allerdings wurde dem Greif die Krone genommen. Der untere Teil des Wappens ist wie zuvor blau und zeigt drei Fichten. Diese waren bis 1999 grün, seitdem sind sie goldfarben.

## Gmina Brusy
Die Stadt-und-Land-Gemeinde Brusy hat eine Fläche von ca. 400 Quadratkilometern, auf der über 14.000 Einwohner leben.

## Verkehr
- Die Station Brusy liegt an der Eisenbahnnebenlinie Nr. 211, die Chojnice über Brusy und Lipusz mit Kościerzyna verbindet.
- Durch die Stadt führt die Wojewodschaftsstraße 235 (droga wojewódzka 235). Im Süden endet diese in Chojnice, im Norden mündet sie in die Landesstraße 20 (droga krajowa 20) etwa sechs Kilometer westlich von Kościerzyna.
- Der nächste internationale Flughafen ist der etwa 90 Kilometer entfernte Lech-Wałęsa-Flughafen Danzig nordöstlich von Brusy.

## Gebäude
Die katholische Allerheiligenkirche wurde von 1876 bis 1879 in neuromanischer Backsteinbauweise errichtet.

## Persönlichkeiten
- Bronislaus Sochaczewski (1886–1940), römisch-katholischer Geistlicher, NS-Opfer
- Josef Wenda (1890–1940), Lehrer, NS-Opfer
- Piotr Piekarski (* 1964), Leichtathlet